# Urban breed
Urban Seth Inge breed, född 26 februari 1970, är en svensk artist som var sångare och frontman i Pyramaze och Trail of Murder.

## Karriär
1996 gick Urban gick med i Tad Morose efter att Kristian 'Krille' Andrén slutat för att i stället sjunga i Memento mori. Urban medverkade och skrev stora delar av "A Mended Rhyme", "Undead", "Matters of the Dark" och "Modus Vivendi" innan han i december 2005 lämnade bandet.
Dessförinnan hade han redan deltagit i komponerandet av tre låtar och spelat in led- och körsång till då nybildade Bloodbounds debut Nosferatu. I augusti 2006 lät han meddela via sin hemsida att han avslutat samarbetet med Bloodbound. Detta till trots ställde han under 2007 upp och sjöng vid Bloodbounds samtliga liveframträdanden då Michael Bormann, som sjungit in Bloodbounds uppföljare Book of the Dead, varken ville eller kunde. I oktober 2007 meddelade man på Bloodbounds hemsida Urbans återkomst. Samma månad startade Urban tillsammans med Daniel Olsson, (ex-Tad Morose), Pelle Åkerlind, (Morgana Lefay, Bloodbound) och Jörgen "Poe" Andersson Trail of Murder.
Den 13 april 2010 lät Urban på sitt forum meddela att Bloodbound beslutat fortsätta med en annan sångare.
11 juli 2008 tillkännagav Michael Kammeyer, (Pyramaze), via Pyramazes hemsida att Urban tagit upp manteln efter Matt Barlow, som slutat i bandet för att återförenas med Iced Earth.        
Urban breed har bidragit med bakgrundssång åt andra band. Till exempel Wolverines album från 2002, "Cold Light of Monday".
2017 skickade Urbans nuvarande band Rainfrostic in ett bidrag till Melodifestivalen utan större framgång.

## Diskografi

### Tad Morose
- A Mended Rhyme – 1996
- Undead – 2000
- Matters of the Dark – 2002
- Modus Vivendi – 2003

### Bloodbound
- Nosferatu – 2005
- Tabula Rasa – 2009